# Filadelfiaförsamlingen i Knutby
Filadelfiaförsamlingen i Knutby (kallad Knutbyförsamlingen) var en frikyrklig församling i Knutby, Uppsala kommun. År 2004 utspelades Knutbydramat inom församlingen. En av församlingens pastorer, Helge Fossmo, förmådde församlingsmedlemmen Sara Svensson att döda pastorns hustru och försöka mörda pastorns älskarinnas make. I efterdyningarna kritiserades församlingen för att ha förvandlats till en sekt vars huvudsakliga ledare var en annan av församlingens pastorer, Åsa Waldau, tillika pastorns svägerska. Församlingen tvingades därefter lämna Pingströrelsen.
Den 20 maj 2018 meddelades att församlingen läggs ned. Vid den tiden kvarstod endast några få medlemmar.

## Historik

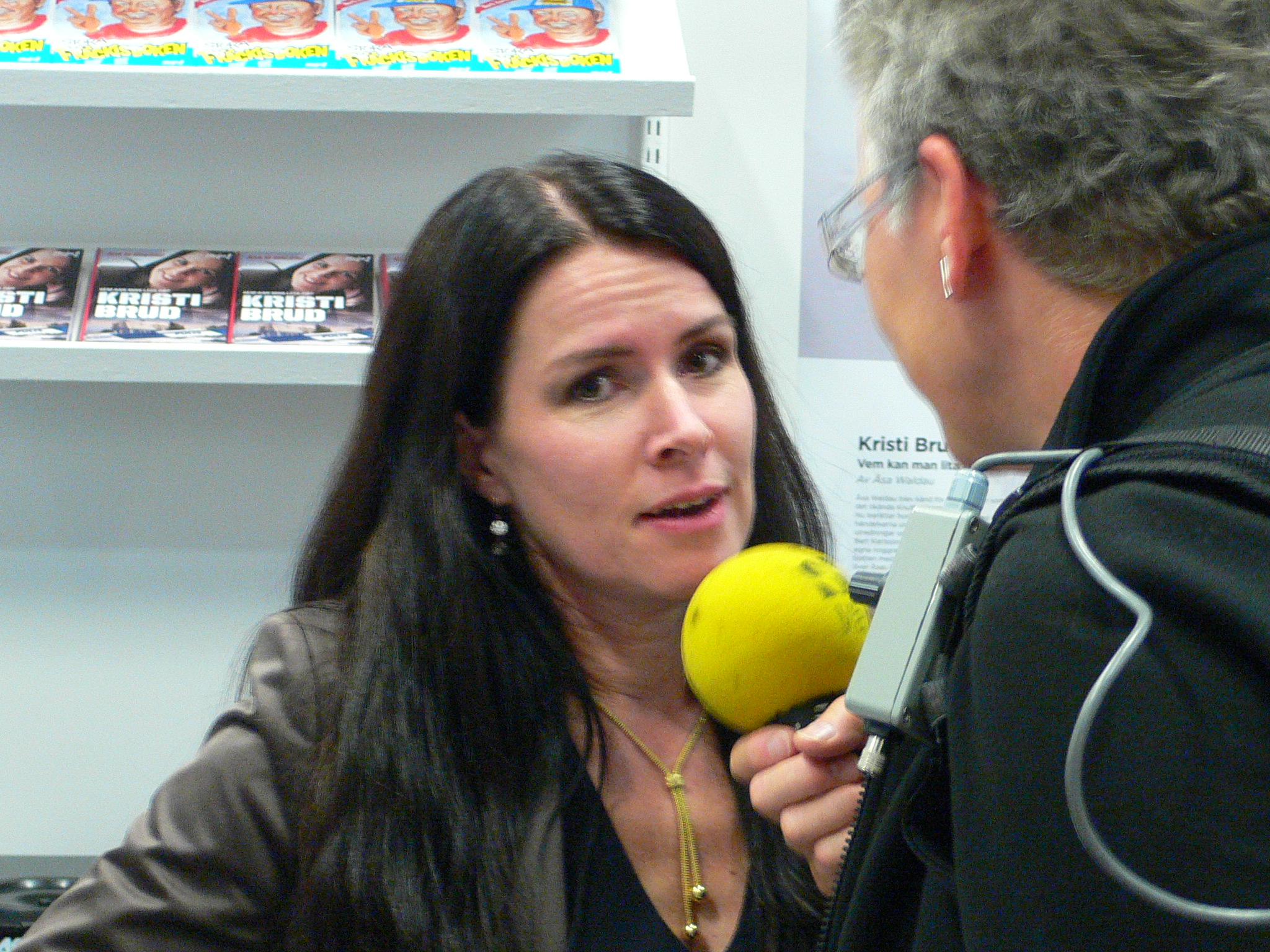
Åsa Waldau 2007.

Knutby Filadelfia grundades 1921 av en grupp pingstvänner. Före 1992 fanns ingen anmärkningsvärd skillnad mellan Knutbyförsamlingen och andra små frikyrkor. De genomförde det första dopet i Olandsån samma år som grundandet, och året efter stod ett litet kapell färdigt. I mitten av 1930-talet hade församlingen 106 medlemmar, och i mitten av 1980-talet hade det sjunkit till 27 personer. År 1987 kom Kim Wincent till Knutby och han blev föreståndare, medan han fortfarande utbildade sig hos Livets Ord i Uppsala. Under hans tid växte församlingen och den passerade 40 medlemmar.
År 1993 avskedades Åsa Waldau från sin plats som barnledare i Uppsala Pingstkyrka.  Hon hade då visat ett större intresse för att arbeta med tonåringarna i församlingen och började hålla öppet hus i sin egen lägenhet, där ungdomarna kunde stanna över natten. Detta ledde nästan till splittring i Pingstkyrkan och hon fick lämna verksamheten. En av ungdomarna i församlingen var Patrik Waldau, då 16 år och Åsa Waldau flyttade in hos hans familj i Knutby efter sitt avsked från Pingstkyrkan och skilsmässan med sin dåvarande man. Tre år senare gifte hon sig med Patrik Waldau. Åsa Waldau fick anställning i Knutbyförsamlingen av Kim Wincent, och från 1993 till 1999 fanns hennes namn i listan över resande vittnen i pingströrelsens årsbok. Hon inledde en total strukturomvandling i församlingen och fick den att växa, återigen främst genom kontakt med ungdomar. Bland andra flyttade år 1997 Helge Fossmo med sin familj till Knutby, där han var föreståndare för församlingen från 2002 till 2004. År 1998 kom Sara Svensson. Hon besökte den månadslånga träningsskolan, som församlingen organiserade tre gånger per år.
Vid tiden för Knutbydramat, 10 januari 2004, hade församlingen ungefär 90 medlemmar, vilket var mer än dubbelt så många som innan Åsa Waldau kom dit. Då mördades pastorn Helge Fossmos fru Alexandra Fossmo och en annan församlingsmedlem skottskadades svårt. Mordet och den följande rättsliga processen var huvudnyhet i svenska medier från då det skedde och under de följande två kvartalen under 2004. Helge Fossmo åtalades och fälldes för att ha förmått Sara Svensson, att mörda hans andra fru Alexandra, och utföra mordförsök på den skottskadade medlemmen. Sara Svensson, som erkände bägge brotten, åtalades och fälldes för mord och mordförsök. Media valde även att intressera sig starkt för Åsa Waldau, som var äldre syster till den mördade Alexandra Fossmo, och kollega i församlingsledningen till den åtalade Helge Fossmo.
Uppmärksamheten ledde till starka ifrågasättanden av församlingen och efter krav ifrån bland annat Pingströrelsen ställde församlingens ledarskap sina platser till förfogande men de blev omvalda. Den omröstningen sköttes av representanter ifrån Pingströrelsen. Efter mars 2005 drev församlingen även en spaanläggning i Gränsta. Den 20 maj 2018 meddelades dock att församlingen läggs ned. 2020 dömdes tre av församlingens pastorer för misshandel respektive olaga hot respektive sexuellt utnyttjande av person i beroendeställning.

## Omgivningens reaktioner

### Kritik från Knutby
Många av de tidigare medlemmarna (några pingstvänner sedan årtionden) lämnade Knutbyförsamlingen och informerade Pingströrelsens ledning om dominant ledarskap och om nya tolkningar av begreppet Kristi brud. Några föräldrar och syskon till dem som hade flyttat till Knutby klagade över att det var svårt att hålla kontakten med släktingar där. Omgivningen började reagera. Svenska kyrkans församling, Almunge kyrka tog upp den expanderande församlingen vid biskopsvisitationen i oktober 2002. Samma höst uttalade sig byborna mot kommunens planer att bygga en ny gymnastikhall kombinerad med en Filadelfiakyrka. Tidningen Världen idag slutade sommaren 2003 att ta in församlingens annonser.[källa behövs] Lokalavdelningen av Hem och skola skrev ett oroat brev till elevernas föräldrar. En lärare skickade en anmälan till Skolverket.

### Kritik från Pingströrelsen
Pingströrelsen har ingen styrelse ovanför församlingarna. Den formella organisation som finns är en vigselnämnd som på delegation från Kammarrätten administrerar vigselrätten inom ett registrerat trossamfund. Vigselnämndens ordförande Sten-Gunnar Hedin hade på grund av inkommen information om arrangerade äktenskap bestämt ett möte med församlingens ledning på måndag 12 januari 2004. Men på lördag 10 januari ringde Marie Kennedy från Göteborgsposten honom med frågor om Kristi brud, och hon berättade om Knutbymorden. Mötet sköts upp och en krisgrupp bildades.
Hedin skrev debattartiklar där han påpekade att Knutbyförsamlingens sekteristiska drag inte hör hemma i Pingströrelsen och att han ser sektläran som ett farligt hot mot andra kyrkor. Efter att föreståndaren Helge Fossmo hade häktats för mord beslutade vigselnämnden att temporärt dra in församlingens vigselrätt. Sedan krävde vigselnämnden att tala med Åsa Waldau men Knutbyledningen avböjde, och 23 april drogs församlingens vigselrättigheter in. Sedan dess är Knutbyförsamlingen helt utesluten från Pingströrelsen.
Församlingen och Åsa Waldau förnekar all inblandning i morden.

## Böcker, filmatiseringar, TV-program om och kring Knutby Filadelfia

### Böcker
- Himmel och helvete: mord i Knutby, Terese Cristiansson. 2004. Skildrar Helge Fossmo som psykopat, och barnflickan som hans lydiga instrument.
- Knutby: sanningen och nåden, Jan Nordling. 2004
- Pastorerna i Knutby: en autentisk kriminalroman, Mårten Nilsson. 2005
- Barnflickan i Knutby: dramadokumentär, Thomas Sjöberg. 2005
- Inte bara Knutby, Göran Bergstrand. 2007
- Kristi Brud : vem kan man lita på?, Åsa Waldau. Förord av Bert Karlsson. 2007. Framställer Fossmo som den skyldige manipulatören.
- Knutby-koden, Eva Lundgren. 2008. Lundgren intervjuade Fossmo i fängelset. Boken framställer Fossmo som offer för Waldaus manipulation.
- Knutby, Jonas Bonnier, 2019. Roman.
- Knutbyflickan: livet i sektens innersta krets, Linnéa Kuling, 2020
- Knutby inifrån: så förvandlades pingstförsamlingen till en sekt, Peter Gembäck och Annika Sohlander, 2020. En av församlingens tidigare pastorer ger sin bild.
- Kristi bruds slav: mitt liv i sekten,  Josefine Frankner och Cecilia Gustavsson, 2021
- Sekten. Ett reportage om Knutby Filadelfia, Anna Lindman, 2021

### Scen
- Knutby, av Malin Lagerlöf, regi Eva Dahlman. Uppsala stadsteater, 2009

### Radio och podd
- Sektpodden. En av Knutby Filadelfias tidigare pastorer, Emma Gembäck, tillsammans med Rigmor Robèrt om Knutby Filadelfia och om sekter i allmänhet. 2019–
- Talk to me. Josefin och Rebecka Frankner berättar om livet med Åsa Waldau och livet i Knutby i Sarah Dawn Finers podd talk to me 210908 avsnitt 43.

### TV och film
- Stina möter: Åsa Waldau, intervju, SVT. 2004.
- Vägen hem, av Karin Swärd. TV4. 2009. Består till mindre del av församlingens autentiska predikningar.
- Kalla fakta: Vägen ut ur Knutby, TV4, 2013.
- Pastor Peter Gembäck om Knutby efter mordet, TV4. 16 minuter intervju, av Lena Sundström. 2013.
- Uppdrag granskning: Knutby. Serie om 5 program. SVT. 2020
- Knutby: I blind tro, HBO Nordic, dokumentärserie. 2021.
- Knutby, Cmore, dramaserie. 2021.